# MTM Aviation
Die MTM Aviation war eine deutsche Fluggesellschaft mit Sitz in München.

## Geschichte und Flugziele
Die MTM Aviation wurde 1980 gegründet und betätigte sich seit ihrem Bestehen im nationalen und internationalen Passagier- und Geschäftsflugzeugcharter.
Am 17. März 1990 landete mit einem Learjet der MTM Aviation erstmals seit Kriegsende wieder ein westdeutsches Flugzeug in West-Berlin. Die Maschine war von der Deutschen Rettungsflugwacht für einen Organtransport gechartert und durch die Alliierte Luftsicherheitszentrale mit einer Ausnahmegenehmigung versehen worden, nachdem der in Tempelhof stationierte, eigentlich für diesen Zweck vorgesehene US-amerikanische Learjet, nicht zur Verfügung stand.
1991 bestellte die MTM Aviation sodann zwei Canadair Regional Jet 100ER, die sie wenig später um Head-up-Displays nachrüsten ließ. Hieran schlossen sich Aufträge für eine Dornier 328-100 und eine Absichtserklärung zum Kauf einer Dornier 328-300 im Jahre 1998 an. Nichtsdestoweniger übernahm man anstelle des letztgenannten Flugzeugs später eine zweite 328-100.
Abseits des operativen Flugbetriebs führte die Gesellschaft am Münchner General-Aviation-Terminal bei Bedarf auch die VIP-Passagier- und Flugzeugabfertigung durch. Des Weiteren stellte man sowohl für die eigenen Passagiere als auch auf Mietbasis eine Lounge in den Räumlichkeiten des Terminals bereit.
Im Zuge der Nachwirkungen des 11. Septembers 2001 verzeichnete die MTM Aviation einen kurzfristigen Buchungsanstieg, wenngleich das Unternehmen zum 1. Juni 2002 von der bis dato am Flughafen Köln/Bonn ansässigen Bonair übernommen wurde; letztere musste ihren Flugbetrieb rund zwei Jahre später selbst einstellen.

## Flotte
Im Jahre 2001 setzte sich die Flotte der MTM Aviation aus den nachstehenden fünf Maschinen zusammen:
| Flugzeugtyp              | Anzahl | Luftfahrzeugkennzeichen ggf. Taufname | Anmerkung                                      |
| ------------------------ | ------ | ------------------------------------- | ---------------------------------------------- |
| Canadair Challenger 600S | 1      | D-BUSY                                |                                                |
| Dornier 328-110          | 2      | D-CMTM, Bavarian Star                 | von Millennium Leasing gemietet                |
| Dornier 328-110          | 2      | D-CMUC, Munich Star                   | von Millennium Leasing gemietet                |
| Learjet 55               | 2      | D-CATL                                | von MTM Flugzeugvermietung GmbH & Co. gemietet |
| Learjet 55               | 2      | D-COOL                                |                                                |
| Gesamt                   | 5      |                                       |                                                |